# Mocameta kolostor
A Mocameta kolostor (grúzul: მოწამეთა) a grúziai Ckalcitela-folyó völgyében Kutaiszitól hat kilométerre egy hegyormon áll.

## Története
A kolostort egy testvérpárra, David és Konstantin Mkheidze tiszteletére építették, akik a 8. században felkelést szerveztek az arabok ellen. A két fivért a hódítók a templom helyén megkínozták és megölték. Egy másik legenda szerint gyilkosaik a folyóba dobták holttestüket, de azt a víz vagy a templom mai helyéhez közel partra vetette vagy oroszlánok vitték oda. A kolostor mai képét III. Bagrat grúz király uralkodása alatt, a 11. században nyerte el. Feljegyzések szerint helyén már korábban is állt erődített épület. A kolostoregyüttes egy templomból, egy kétszintes harangtoronyból, egy védelmi toronyból és egy kőfalból áll. A templom, amelyben a mártírok földi maradványait elhelyezték, négyzetes kereszt alakú, és szintén a 11. században épült. 1923-ban a szovjet titkosrendőrség a kutaiszii múzeumba szállította át a testvérek ereklyéit, majd a tiltakozások nyomán visszavitték azokat a templomba. Az épületet egykor freskók borították, de egy 1923-as tűzben nagyrészt megsemmisültek.